# Jeanne de l'Incarnation
Juana Tomás Herrera ou Juana Montijo y de Herrera, qui a pris le nom de Juana de la Encarnación — en français Jeanne de l'Incarnation — (Murcie, 1672-1715), est une religieuse augustinienne et mystique espagnole.

## Biographie
Juana Tomas Herrera naît à Murcie le 17 février 1672.
Ses parents sont Juan Tomás Montijo et Isabel María de Herrera, tous deux issus, selon Ceballos, de familles nobles et riches — son père est échevin de la ville de Murcie et chevalier de l'habit de Santiago —, et ses ancêtres militaires avaient le rang de maréchaux et, en matière politique, de conseillers municipaux, d'alguacils et de corrégidors. Ils s'étaient mariés au Pérou, mais retournèrent dans la péninsule avant la naissance, le 17 février 1672, de la future religieuse, qu'ils baptisèrent Juana de la Concepción.
Éduquée selon son rang, à neuf ou dix ans, elle lit le latin et connait son catéchisme. Avant même d'entrer au couvent, à l'âge de onze ans, ayant été courtisée par un adolescent, elle connaît des tentations qui l'inclinent à la vanité et qui s'accroissent après les vœux conventuels. En la provoquant à la luxure, le Diable lui aurait représenté des images de femmes et d'hommes nus dans des attitudes malhonnêtes tandis qu'elle regarde celles de Jésus et de la Vierge — des tentations qu'elle combat par une pénitence rigoureuse et une méditation continue sur la passion du Christ, toujours discrètement, pour ne pas attirer l'attention de ses sœurs ou pour ne pas manquer d'humilité. À l'âge de douze ans, elle entre au couvent du Corpus Christi des Augustines déchaussées après une première vision de Jésus avec la croix sur les épaules, qui lui aurait dit : « Je veux que tu sois une religieuse et que tu me suives sur ma croix ».

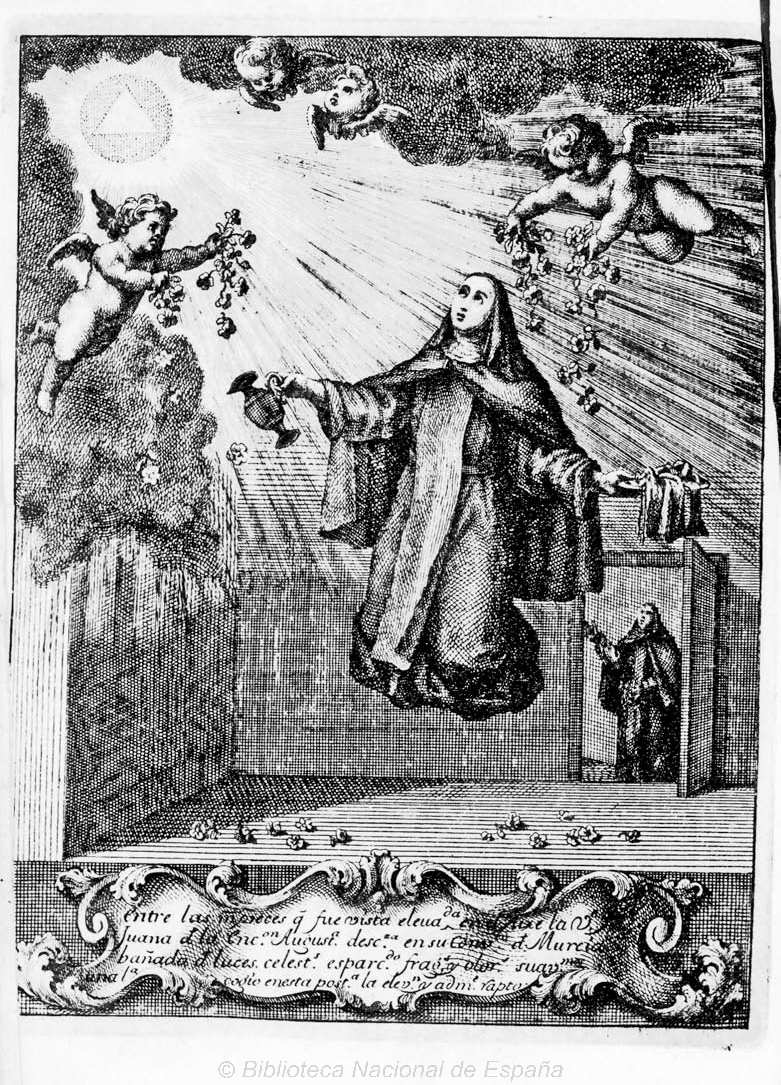
Entre las muchas veces que fue vista elevada en el aire..., illustration de Passion de Christo comunicada por admirable beneficio a la venerable madre Juana de la Encarnación (gravure de Juan Bernabé Palomino, 1726).

Grâce à sa formation humaniste et monastique et à son inclinaison spirituelle précoce, elle accepte sa vocation religieuse et commence son noviciat à l'âge de quinze ans, le 5 mars 1687. Elle abandonne tous ses biens hérités de sa mère et fait sa profession de foi sous le nom de Juana de la Encarnación le 5 août 1688. Au couvent, elle travaille pendant plus de trente ans comme infirmière, sacristaine et tourneuse[Quoi ?] ; en 1711, elle refuse le poste de prieure, pour lequel elle avait été élue à l'unanimité, et passe les quatre dernières années de sa vie comme maîtresse des novices.
Sa méditation sur la Passion et son désir intime de souffrir avec le Christ atteignent leur apogée au cours de la Semaine sainte de 1714, un an seulement avant sa mort. Les visions et les révélations qu'elle aurait reçues au cours de cette semaine constituent le matériau sur lequel elle a construit son récit, écrit par obéissance et, comme il est caractéristique du genre ascétique-mystique de l'écriture biographique auquel elle appartient, proclamant sa valeur limitée en tant qu'écrivain ainsi que son incapacité à exprimer l'ineffable et à décrire avec précision et avec les mots justes ce qu'elle avait vécu et ce qui lui avait été révélé,. Avec un réalisme parfois brutal, et en ajoutant des détails et des souffrances jamais révélés auparavant, Juana de la Encarnación raconte par écrit chaque moment de la Passion du Christ, qu'elle accompagne spirituellement des Rameaux au Calvaire, souffrances qui lui seront communiquées et qu'elle aurait ressenties physiquement dans son propre corps, découvrant parfois des hématomes.
De santé fragile, elle meurt au couvent des Augustines du Corpus Christi (es) à Murcie le 11 novembre 1715.

## Œuvre
« L'œuvre de Juana de la Encarnación se situe, spirituellement et stylistiquement, dans les épigones de la tradition mystique espagnole, héritière de Sainte Thérèse et de Saint Jean et a connu une large diffusion tout au long du XVIIIe siècle », avant d'être oubliée, jusqu'à ce qu'Ignacio Monasterio (es) l'étudie, la définissant « un précédent de la bienheureuse allemande, et aussi augustinienne, Anne Catherine Emmerich (1774-1824). »
- Passion de Christo, comunicada por admirable beneficio á la Madre Juana de la Encarnacion (Madrid : Imp. de Francisco Fernández, 1720)[e]
- Dispertador del alma religiosa: manual de Exercicios, Confesiones, Soliloquios y Meditaciones (Madrid : Oficina Real de Nicolás Rodríguez Franco, 1723)
- Relox doloroso para jueues, y viernes santo extraido de la passion, y muerte de nuestro redentor JesuChristo, comunicada [...], à la V. Madre Juana de la Encarnacion (Madrid : Imp. de Geronimo Roxo, 1727)
- Dictámenes espirituales extraídos de la vida, escritos y practica de las virtudes de la Madre Juana de la Encarnacion [...] (Madrid : Miguel de Rézola, 1727)
- Espejo cristiano y Pasión [...] (Madrid : Imp. de Jerónimo Rojo, 1728)

## Historiographie

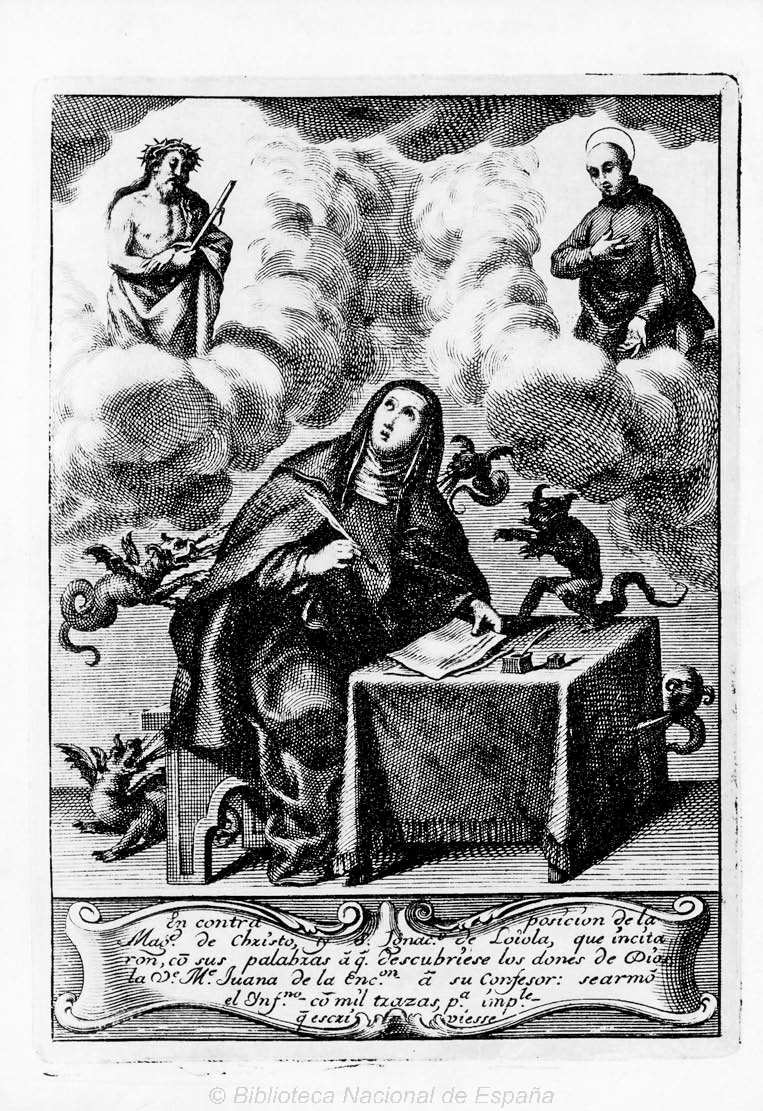
En contraposición de la Mag^{d} de Christo y S. Ignac^{o} de Loiola que incitaron con sus palabras a que descubriese los dones de Dios la V^{e} M^{e} Juana de la Enc.^{on} a su Confesor: se armó el Inf^{no} con mil trazas p^{a} imped[ir]^{le} que escriviesse, dans Passion de Christo comunicada por admirable beneficio a la venerable madre Juana de la Encarnación (Madrid, 1726). Bibliothèque nationale d'Espagne.

Sa biographie a été écrite par son confesseur, le jésuite Luis Ignacio Ceballos, qui l'a publiée à Madrid en 1726 sous le titre Vida y virtudes, favores del cielo, prodigios y maravillas de la venerable Madre Juana de la Encarnación religiosa augustina descalza, native de Murcie, en su convento observantissimo de Corpus Christi en la misma ciudad (« Vie et vertus, faveurs du ciel, prodiges et merveilles de la vénérable Mère Jeanne de l'Incarnation, religieuse augustine déchaussée, originaire de Murcie, dans son couvent du Corpus Christi de la même ville »).
Ceballos lui-même est chargé d'ordonner et d'éditer les révélations reçues par Juana de la Encarnación pendant la Semaine Sainte de 1714 qu'il lui avait ordonné de mettre par écrit ; il compose d'après elles Passión de Christo comunicada por admirable beneficio a la Madre Juana de la Encarnación, Religiosa Agustina Descalza (« Passion du Christ communiquée par un admirable bienfait à Mère Jeanne de l'Incarnation, sœur augustinienne déchaussée », Madrid, 1720), illustré d'un portrait en taille-douce de la mère embrassant les instruments de la Passion signé par Juan Bernabé Palomino d'après un dessin d'un certain Fernando Palomino, sur lequel il n'existe aucune autre information. Deux autres éditions de l'ouvrage paraissent avant la fin du XVIIIe siècle : la première en 1726, illustrée de huit gravures consacrées aux visions de Juan de la Encarnación, probablement aussi de Palomino, dont la signature apparaît sur la première des gravures, la page de titre en taille-douce. Ceballos réalise également une sélection adaptée au Triduum pascal : Dispertador del alma religiosa (« Dissipateur de l'âme religieuse », Madrid, 1723) et un extrait avec les révélations du Jeudi saint et du Vendredi saint, Relox doloroso... extraído de la passión y muerte de nuestro redentor (« Une veille douloureuse... tirée de la passion et de la mort de notre Rédempteur », Madrid, 1727), dont de nouvelles éditions sont réalisées à Murcie en 1753 et 1772.